# 淡白斑雙線䲁
淡白斑雙線䲁（學名：Enneapterygius pallidoserialis），又名蒼白雙線䲁、狗鰷、三鰭䲁，為輻鰭魚綱䲁形目三鰭䲁科的其中一種，Ronald Fricke於1997年所描述，分布於西太平洋區包括日本、台灣、馬來西亞、密克羅尼西亞、菲律賓及萬那杜等海域，深度0至8公尺，體長可達3公分，棲息在岩岸，以藻類為食，雌魚產附著性卵在藻類築的巢，雄魚會守護卵，幼魚為浮游性，生活習性不明。

## 扩展阅读
- 維基物種上的相關：淡白斑雙線䲁

1. ↑  Williams, J. . The IUCN Red List of Threatened Species. 2014, 2014: e.T178985A1555812  [19 November 2021]. doi:10.2305/IUCN.UK.2014-3.RLTS.T178985A1555812.en .
2. ↑  Eschmeyer, William N.; Fricke, Ron & van der Laan, Richard (编). . Catalog of Fishes. California Academy of Sciences.   [19 May 2019].